# Маркено
Маркено (італ. Marcheno) — муніципалітет в Італії, у регіоні Ломбардія, провінція Брешія.
Маркено розташоване на відстані близько 460 км на північний захід від Рима, 85 км на схід від Мілана, 21 км на північ від Брешії.
Населення — 4408 осіб (2014).

## Демографія
Населення за роками:

Станом на 1 січня 2023 року в муніципалітеті офіційно проживало 355 іноземців з 29 країн, серед них 43 громадяни країн Євросоюзу та 9 громадян України.

## Сусідні муніципалітети
- Касто
- Гардоне-Валь-Тромпія
- Лодрино
- Лумеццане
- Мароне
- Сареццо
- Таверноле-суль-Мелла
- Цоне